# Championnats du monde de cyclisme sur piste 1965
Navigation
Paris 1964 Francfort 1966
Les championnats du monde de cyclisme sur piste 1965 se sont déroulés à Saint-Sébastien, en Espagne. Au total, neuf épreuves ont été disputées : sept par les hommes (3 pour les professionnels et 4 pour les amateurs) et deux par les femmes.

## Résultats

### Hommes

#### Podiums professionnels
| Compétition            | Or                        | Argent                    | Bronze                             |
| ---------------------- | ------------------------- | ------------------------- | ---------------------------------- |
| Vitesse individuelle   | Giuseppe Beghetto Italie  | Patrick Sercu Belgique    | Ron Baensch Australie              |
| Poursuite individuelle | Leandro Faggin Italie     | Ferdinand Bracke Belgique | Dieter Kemper Allemagne de l'Ouest |
| Demi-fond              | Guillermo Timoner Espagne | Romain De Loof Belgique   | Jacob Oudkerk Pays-Bas             |

#### Podiums amateurs
| Compétition            | Or                                                                                         | Argent                                                                     | Bronze                                                                |
| ---------------------- | ------------------------------------------------------------------------------------------ | -------------------------------------------------------------------------- | --------------------------------------------------------------------- |
| Vitesse individuelle   | Omar Phakadze Union soviétique                                                             | Giordano Turrini Italie                                                    | Daniel Morelon France                                                 |
| Poursuite individuelle | Tiemen Groen Pays-Bas                                                                      | Stanislav Moskvine Union soviétique                                        | Preben Isaksson Danemark                                              |
| Poursuite par équipes  | Union soviétique Stanislav Moskvine Sergeï Teretschenkov Mikhaïl Kolyuschev Leonid Vukolov | Italie Cipriano Chemello Vincenzo Mantovani Aroldo Spadoni Luigi Roncaglia | Tchécoslovaquie Jiří Daler Milan Puzrla Frantisek Rezak Milos Jelinek |
| Demi-fond              | Miguel Más Gayá Espagne                                                                    | Etienne Van der Vieren Belgique                                            | Alain Maréchal France                                                 |

### Femmes
| Compétition            | Or                                | Argent                              | Bronze                         |
| ---------------------- | --------------------------------- | ----------------------------------- | ------------------------------ |
| Vitesse individuelle   | Valentina Savina Union soviétique | Galina Ermolaeva Union soviétique   | Karin Stüwe Allemagne de l'Est |
| Poursuite individuelle | Yvonne Reynders Belgique          | Hannelore Mattig Allemagne de l'Est | Aino Pouronen Union soviétique |

## Tableau des médailles
| Rang | Nation               | Or | Argent | Bronze | Total |
| ---- | -------------------- | -- | ------ | ------ | ----- |
| 1    | Union soviétique     | 3  | 2      | 1      | 6     |
| 2    | Italie               | 2  | 2      | 0      | 4     |
| 3    | Espagne              | 2  | 0      | 0      | 2     |
| 4    | Belgique             | 1  | 4      | 0      | 5     |
| 5    | Pays-Bas             | 1  | 0      | 1      | 2     |
| 6    | Allemagne de l'Est   | 0  | 1      | 1      | 2     |
| 7    | France               | 0  | 0      | 2      | 2     |
| 8    | Australie            | 0  | 0      | 1      | 1     |
| 8    | Danemark             | 0  | 0      | 1      | 1     |
| 8    | Allemagne de l'Ouest | 0  | 0      | 1      | 1     |
| 8    | Tchécoslovaquie      | 0  | 0      | 1      | 1     |
|      | TOTAL                | 9  | 9      | 9      | 27    |